# Tierstein-Tunnel
Der Tierstein-Tunnel ist ein 654 m langer Eisenbahntunnel der Bahnstrecke Plochingen–Immendingen. Er liegt nördlich von Rottweil und südwestlich des namensgebenden Gehöfts Tierstein der baden-württembergischen Gemeinde Dietingen.
Der gerade, zwischen den Streckenkilometern 120,028 und 120,682 verlaufende Tunnel nimmt ein mit 90 km/h befahrbares Gleis auf. Südlich schließt sich der Bernburgtunnel an.

## Geschichte
Das Bauwerk wurde 1868 eröffnet und 1927 bilanziell aktiviert.
Der Streckenabschnitt zwischen Talhausen und Rottweil wurde am 23. Juli 1868 eröffnet. 1979 alarmierten am Tunnel vorbeikommende Spaziergänger die Bahnpolizei, als sie Geräusche vernahmen: Ein Musiker hatte in einer Nische im Tunnel Saxophon gespielt.
2008 war das Bauwerk der Zustandsnote 2 („Größere Schäden am Bauwerksteil, welche die Sicherheit nicht beeinflussen. Maßnahmen des vorbeugenden Unterhalts sind bei lang- und mittelfristig (länger als 18 Jahre) zu erhaltenden Bauwerksteilen auf ihre Wirtschaftlichkeit hin zu überprüfen.“) zugeordnet, 2014 und 2017 der Zustandsnote 3 („Umfangreiche Schäden am Bauwerksteil, welche die Standsicherheit nicht beeinflussen. Eine Instandsetzung ist noch möglich, ihre Wirtschaftlichkeit ist zu prüfen“).
Um 2014 wurde der Tunnel täglich von 14 Zügen des Schienenpersonenfernverkehrs, 35 Zügen des Schienenpersonennahverkehrs sowie 19 Güter- und 6 sonstigen Zügen befahren.
Ab dem Jahr 2015 war eine dreijährige Sanierung der Portale und des Mauerwerks geplant.